# Żeglarstwo na Letnich Igrzyskach Olimpijskich Młodzieży 2010
Żeglarstwo na Letnich Igrzyskach Olimpijskich Młodzieży 2010 odbyło się w dniach 16 - 24 sierpnia w National Sailing Centre w Singapurze. Zawodnicy rywalizowali w czterech konkurencjach (w 2 męskich i 2 żeńskich). W zawodach ogółem startowało 100 zawodników.

## Kwalifikacje
Kwalifikacje na igrzyska można było uzyskać podczas Mistrzostw kontynentalnych kadetów w 2010 roku oraz w specjalnych zawodach kwalifikacyjnych. Zawodnicy musieli być urodzeni między 1 stycznia 1994 a 31 grudnia 1995 roku.
| Kontynent          | Miejsca | Data                              | Obiekt                 |
| Afryka             | 2       | TBC                               | TBC                    |
| Afryka             | 1       | TBC                               | Sidi Bou Said          |
| Azja               | 3       | 21 - 23 listopada 2009            | Pattaya                |
| Azja               | 2       | 15 - 23 stycznia 2010             | Pattaya                |
| Ameryka Południowa | 2       | 25 - 31 stycznia 2010             | São Paulo (Techno 293) |
| Ameryka Południowa | 2       | 25 - 31 stycznia 2010             | São Paulo (Byte CII)   |
| Europa             | 7       | 3 - 7 grudnia 2009                | Imperia                |
| Europa             | 4       | 27 grudnia 2009 - 3 stycznia 2010 | Cadiz                  |
| Ameryka Północna   | 4       | 10 - 15 marca 2010                | Kajmany                |
| Ameryka Północna   | 2       | 5 - 7 marca 2010                  | Floryda                |
| Oceania            | 2       | 6 - 10 stycznia 2010              | Largs (Byte CII)       |
| Oceania            | 2       | 6 - 10 stycznia 2010              | Largs (Techno 293)     |

## Medale

### Chłopcy
| Konkurencja          | Złoto       | Srebro                   | Brąz             |
| Byte CII szczegóły   | Ian Barrows | Florian Haufe            | Just Van Aanholt |
| Techno 293 szczegóły | Mayan Rafic | Chun Laung Michael Cheng | Kieran Martin    |

### Dziewczęta
| Konkurencja          | Złoto                  | Srebro               | Brąz                |
| Byte CII szczegóły   | Lara Vadlau            | Daphne van der Vaart | Constanze Stolz     |
| Techno 293 szczegóły | Siripon Kaewduang-Ngam | Veronica Fanciulli   | Audrey Pei Lin Yong |